# Blanche Lincoln
Blanche Lambert Lincoln (Helena, 30 settembre 1960) è una politica statunitense, senatrice per lo stato dell'Arkansas dal 1999 al 2011, eletta per il Partito Democratico.
È stata la più giovane senatrice ad essere eletta, nel 1998 all'età di 38 anni.

## Origini
Lincoln è nata a Helena, Phillips County, in Arkansas. Dopo aver studiato alla scuola pubblica in Arkansas si è diplomata al Randolph-Macon Woman's College di Lynchburg (Virginia) nel 1982. Ha studiato giurisprudenza presso l'Università dell'Arkansas. La sorella di Lincoln, Mary Lambert, è una regista ed è di origine britannica.

## Carriera
Immediatamente dopo la laurea ha preso un posto di lavoro come assistente personale del congressista Bill Alexander e ha lavorato nel suo ufficio fino al 1984. Alexander è stato sconfitto nelle primarie democratiche del 1992, e di conseguenza ha preso il suo posto in Aula. La Lincoln ha vinto le elezioni per un secondo mandato e ha lavorato alla Camera dei Rappresentanti fino al 1997. La Lincoln non si è presentata per le elezioni del 1996 perché in gravidanza.